# Адельсон, Николай Осипович
Николай Осипович Адельсон (1829, Санкт-Петербург — 1901, Санкт-Петербург) — генерал от кавалерии русской императорской армии (1900), санкт-петербургский комендант.

## Биография
Родился 30 августа (11 сентября) 1829 года в Санкт-Петербурге — дворянин Санкт-Петербургской губернии. Отец — сын купца 1-й гильдии Осип (Иосиф) Иванович Адельсон (1798—1874) — врач, действительный статский советник; мать — Юлия, урождённая Мейер (?—21.04.1838). Отец овдовев, женился во второй раз — на Johanna Benjamin. 
С 1839 года учился в Петришуле, в 1849 году — в Дерптском университете, продолжив обучение в Санкт-Петербурге.
Военную службу начал 4 октября 1849 года, поступив вольноопределяющимся в Уланский Его Величества лейб-гвардии полк; 1 ноября 1851 года был произведён в корнеты. В 1856 году, с 29 марта по 17 ноября был адъютантом при командире Сводного Гвардейского корпуса4 с 17 апреля 1858 года — поручик.
С 1859 года начал штабную службу, которую нёс около пятнадцати лет: был с 29 марта 1859 по 3 октября 1864 года был старшим адъютантом штаба 2-й гвардейской кавалерийской дивизии, затем, до 11 августа 1874 года — секретарём штаба войск гвардии и Петербургского военного округа. С 25 апреля 1861 года — штабс-ротмистр, с 20 августа 1862 года — ротмистр, с 12 мая 1867 года — полковник.
Был назначен 11 августа 1874 года исполняющим должность второго Санкт-Петербургского коменданта;через год, 30 августа 1875 года, был произведён в генерал-майоры на основании манифеста со старшинством с 01.01.1878 с утверждением в той же должности.
Проявил особенную деятельность во время войны 1877—1878 годов, когда ему пришлось эвакуировать больных и раненых и размещать их по госпиталям.
В 1879 году был зачислен в Свиту Его Императорского Величества генерал-майором.
В 1882 году — исполняющий должность Санкт-Петербургского коменданта, в которой был утверждён через 6 лет, с производством 30 августа 1888 года в генерал-лейтенанты. Через 12 лет, оставаясь в той же должности, был произведён в генералы от кавалерии.
Умер 25 февраля (10 марта) 1901 года. Похоронен на Тихвинском кладбище Александро-Невской лавры.

## Награды
За свою почти 50-летнюю службу в офицерских чинах награждён всеми орденами высших степеней до ордена Св. Александра Невского включительно. Кроме того, он был кавалером 25 иностранных орденов разных степеней.
российские
- орден Св. Станислава 3-й ст. (1856)
- орден Св. Анны 3-й ст. (1859)
- орден Св. Станислава 2-й ст. (1861; императорская корона к ордену — 1863)
- орден Св. Анны 2-й ст. (1865; императорская корона к ордену — 1867)
- орден Св. Владимира 4-й ст. (1868)
- орден Св. Владимира 3-й ст. (1870)
- бриллиантовый перстень с вензелем императора (1872)
- орден Св. Станислава 1-й ст. (1878)
- орден Св. Анны 1-й ст. (1880)
- орден Св. Владимира 2-й ст. (1883)
- орден Белого орла (1891)
- орден Св. Александра Невского (1896); бриллиантовые знаки к ордену (1898)[4]

иностранные
- прусский орден Красного орла 2-го кл. с бриллиантами (1872)
- австрийский орден Железной короны 2-й ст. (1872)
- саксонский орден Альбрехта 2-й ст. (1874)
- австрийский орден Леопольда, командорский крест (1874)
- шведский орден Святого Олафа (1876)
- датский орден Данеброг, командорский крест 1-го класса (1876)
- саксонский орден Альбрехта, большой крест (1880)
- греческий орден Спасителя 2-й ст. (1881)
- мекленбургский орден Вендской короны, командорский крест (1881)
- сербский орден Таковского креста 2-й ст. (1883)
- черногорский орден Князя Даниила I 1-й ст. (1887)
- австрийский орден Железной короны 1-й ст. (1887)
- саксонский орден Саксен-Эрнестинского дома (1887)
- прусский орден Красного орла 2-го кл. со звездой (1888)
- сербский орден Таковского креста 1-й ст. (1892)
- орден Благородной Бухары с алмазами (1893)
- орден Звезды Румынии, большой крест (1895)
- баварский орден «За военные заслуги», большой крест (1895)
- китайский орден Двойного дракона 1-й степени 2-го класса (1896)
- болгарский Орден «Святой Александр» 1-й степени (1896)
- прусский орден Красного орла 1-го кл. (1897)
- французский орден Почётного легиона командорский крест (1897)
- бухарский орден Короны с алмазами (1897)